# Uchi mata

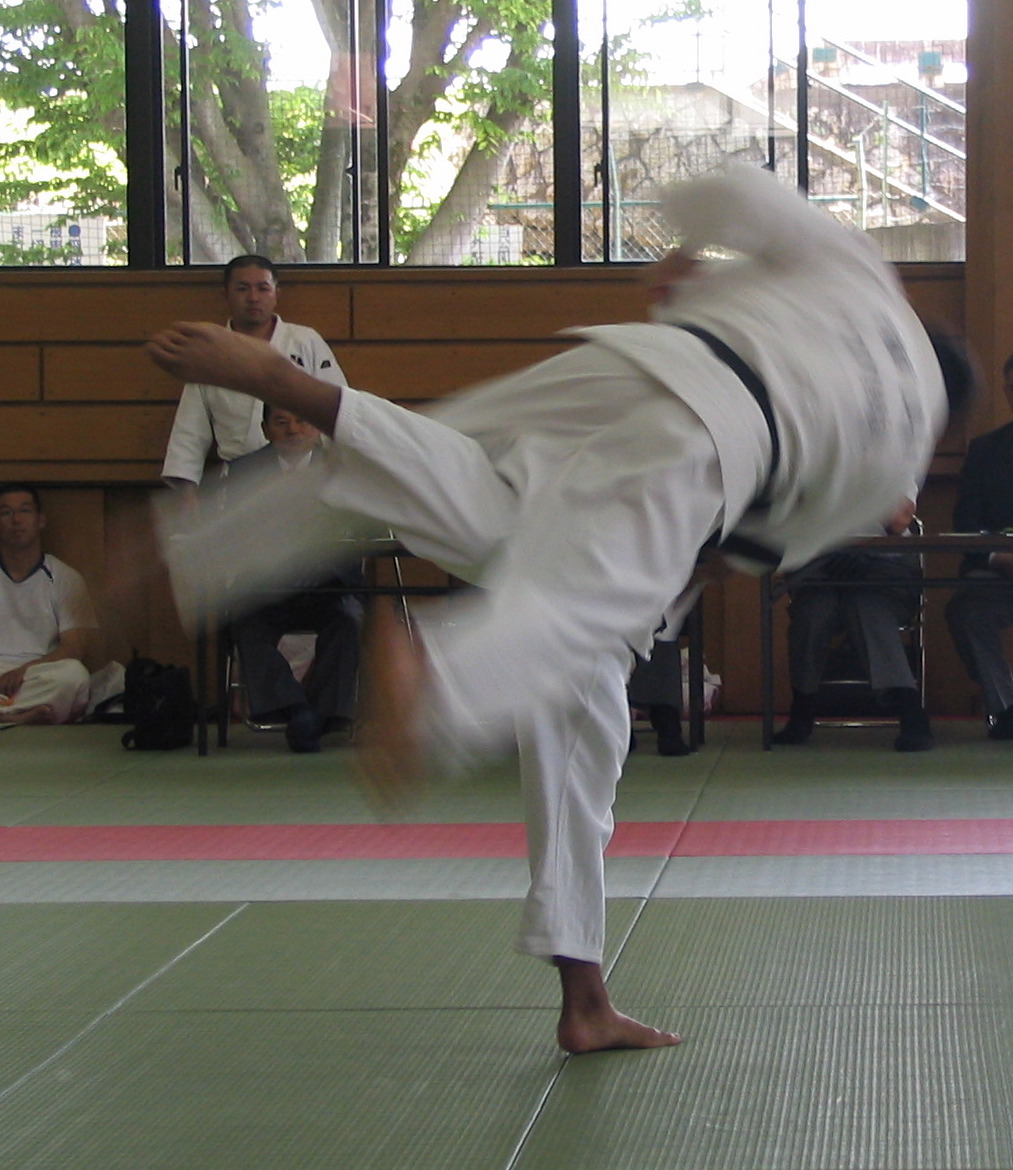
Uchi mata.

Uchi mata (内股?) es una de las 40 proyecciones de judo desarrolladas por Uchi Mata. Pertenece al segundo grupo, dai nikyo, y es clasificada como técnica de pierna o ashi-waza. En competición, este movimiento es uno de los más decisivos. Es una técnica que se hace normalmente al  muslo interno del rival. Esta técnica es un clásico que se hace con el agarre solapa manga, pero algunos judokas aguaran arriba al dorsal del rival. Se suele hacer en desplazamiento circular cuando aprovechas el movimiento del contrincante a tu favor. 

## Ejecución
En este movimiento, el atacante (tori) se sitúa frente al oponente (uke) y agarra su brazo con una mano y su solapa con la otra. Entonces, girando el cuerpo para tirar del oponente hacia sí y presentarle la cadera, el usuario usa uno de sus pies para empujar la pierna del rival y se agacha para proyectarle contra el suelo.